# 2024년 베네수엘라 정치 위기

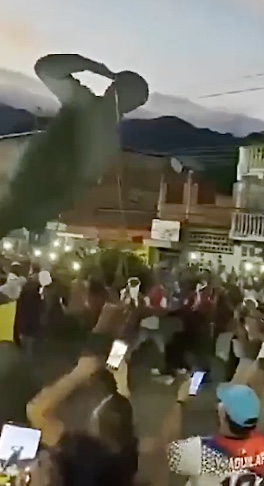
2024년 베네수엘라 시위 도중 철거되고 있는 우고 차베스 동상

2024년 베네수엘라 정치 위기(2024 Venezuelan political crisis)란 2024년 베네수엘라 대통령 선거 결과가 발표된 이후 베네수엘라에 현재 진행 중인 위기가 더욱 악화된 것을 말한다. 2024년 선거는 2025년 1월 10일부터 6년 임기의 대통령을 선출하기 위해 치러졌다. 현직 니콜라스 마두로(Nicolás Maduro)가 3연임했고, 전 외교관인 에드문도 곤살레스 우루티아(Edmundo González Urrutia)가, 베네수엘라 정부가 주요 후보인 마리아 코리나 마차도(Maria Corina Machado)의 참가를 금지한 후 제1 야당 정치 동맹인 단일 플랫폼(스페인어: Plataforma Unitaria Democrática, PUD)을 대표했다.
국제 감시단은 마두로 정권이 선거 전과 선거 도중 대부분의 기관을 통제하고 야당을 탄압했다는 점을 들어 이번 선거가 자유롭지도 공정하지도 않다고 말했다. 가디언에 따르면 학계, 언론 매체 및 야당은 곤살레스가 큰 차이로 선거에서 승리했음을 보여주는 "강력한 증거"를 제공했다. 정부가 통제하는 국가선거위원회(CNE)는 카터 센터, 미주기구(OAS), 유엔이 거부한 마두로의 아슬아슬한 승리를 주장하는 결과를 발표했다. 정치학자 스티븐 레비츠키(Steven Levitsky)는 이번 공식 결과를 "현대 라틴 아메리카 역사상 가장 심각한 선거 사기 중 하나"라고 불렀다.
8월 6일자 뉴욕 타임스 기사에서는 마두로가 승리했다는 CNE의 선언이 "베네수엘라를 폭력 시위로 최소 22명의 목숨을 앗아간 정치적 위기에 빠뜨렸고, 2,000명 이상이 투옥되었으며 전 세계의 비난을 불러일으켰다"고 밝혔다. 정부의 위조 결과 발표 여파로 마두로 정권이 반대 의견 탄압인 툰툰 작전을 개시하고, 권력 포기를 거부하면서 야당 정치인들을 구금하는 등 전국적으로 항의 시위가 일어났다. 시위를 범죄화하는 것은 인권 단체들에 의해 널리 비난되었다. 마두로는 자신이 선거에서 패배했다는 결과를 인정하지 않고 대신 8월 1일 마두로에게 충성하는 판사들로 구성된 최고사법재판소(TSJ)에 결과를 감사하고 승인해 줄 것을 요청했다. 예상대로 8월 22일 TSJ는 마두로가 선거에서 승리했다는 CNE의 성명이 "검증된" 것이라고 설명했다. 9월 2일 곤살레스에 대한 체포 영장이 발부되었고 그는 9월 7일 베네수엘라를 떠나 스페인으로 망명했다.